# Graanmarkt (Kortrijk)
De Graanmarkt is een plein in de binnenstad van de Belgische stad Kortrijk. Het rechthoekige plein stond tot het midden van de 20e eeuw bekend als de 'Koornmarkt' of Korenmarkt. De Graanmarkt loopt aan de westelijke zijde over in de Grote Markt.

## Geschiedenis
De Graanmarkt is een van de oudste pleinen in de stad. Reeds op de oudste gravures en stadsplannen is dit plein duidelijk te onderscheiden, al werd toen gesproken van 'Koornmarkt'.
Het plein staat sinds de 20e eeuw vooral bekend als de plaats waar zich tot het eind van de 19e eeuw het hoofdpostkantoor bevond van de stad. Aanvankelijk werd hier in 1906 op de hoek van de Graanmarkt en de Doorniksestraat een indrukwekkend neogotisch postgebouw, naar ontwerp van architect Pierre Langerock, opgericht met een hoge telegraaftoren. In een zwaar bombardement op de stad in 1944, op het einde van de Tweede Wereldoorlog, werd dit beeldbepalende gebouw sterk beschadigd. Enkel de grote toren de voorgevels stonden nog overeind. Nadat een noodpostkantoor werd opgericht op het huidige Schouwburgplein en de lamentabele toestand van het grote postgebouw een tiental jaar bleef aanslepen, werd door het toenmalige stadsbestuur besloten het gebouw niet te restaurenen/herbouwen, maar te vervangen door een volledig nieuw, 'modernistisch', postgebouw in Stalinistische bouwstijl.
Op dit plein bevond zich een belangrijk busstation waar diverse stadslijnen van het Kortrijkse busnetwerk samenkwamen: de stadslijnen 1, 2, 3, 4, 6, 12, 13. Op die manier was de Graanmarkt de meest centraal gelegen draaischijf van het openbaar stadsvervoer in Kortrijk. Tegenwoordig passeren enkel lijnen 4 en 6 langs de Graanmarkt.

## Tegenwoordig
Toen de post haar activiteiten begin jaren 2000 verhuisde naar de Koning Albertstraat, werd besloten het postgebouw een nieuwe bestemming te geven. Een projectontwikkelaar besloot enkel de gevels te behouden en daarachter een nieuw complex te bouwen met winkels en appartementen. 
Het plein kent enkele cafés, restaurants en een hotel.